# Knorr-Bremse
Knorr-Bremse — немецкая компания, производитель комплектующих для железнодорожного и грузового автомобильного транспорта, в первую очередь тормозных систем. Контрольный пакет акций принадлежит Наде Тиле, наследнице Хайнца Германа Тиле.

## История
Компанию основал в 1905 году в Берлине Георг Кнорр для производства изобретённого им пневматического тормоза для пассажирских поездов; позже началось производство тормозов для товарных составов. В 1911 году Георг Кнорр умер, основанная им компания объединилась с Continentale Bremsen, образовав Knorr-Bremse AG. В 1920 году был куплен завод в Мюнхене, ранее принадлежавший BMW. В 1922 году компания начала производить пневматические тормоза для грузовых автомобилей. В годы Второй мировой войны компания выпускала ручные пулемёты Kg m/40.
В 1945 году берлинский завод был конфискован, центром производства стал завод в Мюнхене, там же в 1953 году была построена новая штаб-квартира. В 1973 году был создан филиал в США. К 1985 году Knorr-Bremse оказалась на грани банкротства, её акции под гарантии Deutsche Bank выкупил Хайнц Герман Тиле (Heinz Hermann Thiele).
В 1999 году было создано совместное предприятие с Robert Bosch. В 2002 году у Honeywell была куплена её дочерняя структура Bendix Corporation. В 2014 году были созданы совместные предприятия в Китае и России. В 2016 году у компании Vossloh было куплено её подразделение электроприводов для трамваев и троллейбусов.
В 2018 году Хайнц Герман Тиле провёл размещение акций компании на Франкфуртской фондовой бирже, которое принесло около 3 млрд евро; Тиле сохранил за собой контрольный пакет акций (58 %)..
В сентябре 2023 года компания продала свои активы в России.

## Деятельность
Подразделения по состоянию на 2022 год:
- комплектующие для грузового автотранспорта — оборудование для грузовиков, автобусов, трейлеров и сельскохозяйственной техники, включая тормозные системы, приборные панели, электрооборудование, амортизаторы и др., 52 % выручки;
- комплектующие для железнодорожного транспорта — оборудование для вагонов метро, товарных и пассажирских поездов, включая тормозные системы, автоматические двери, системы климат-контроля, приборные панели и др., 48 % выручки.

Основные регионы деятельности по доле в выручке:
- Германия — 25 %;
- США — 24 %;
- Европа и Африка — 23 %;
- Китай — 14 %;
- Азиатско-Тихоокеанский регион — 11 %.

В списке крупнейших публичных компаний мира Forbes Global 2000 за 2023 год Knorr-Bremse заняла 1824-е место.